# Bay City Rollers
De Bay City Rollers was een Schotse popgroep uit de jaren 70. Hun stijl is te omschrijven als teenybopper en bubblegum. Tussen 1974 en 1976 waren ze zo mateloos populair in het Verenigd Koninkrijk, dat er gesproken kon worden van Rollermania. Hun kleding bestond uit met tartanmotiven gelardeerde kleding: broeken met brede soulpijpen en "hoogwater", plateauzolen, sjaals en korte giletjes. Hun haar was kort en stekelig opgeknipt. Ondanks hun populariteit behaalden ze in 1976 in de Verenigde Staten het predicaat "slechtste band ter wereld" in een poppoll.

## Carrière
De groepsleden en broers Alan (1948-2018) (bassist) en Derek Longmuir (drummer) begonnen in 1965 in Edinburgh als Ambassador. In 1967 heetten ze The Saxons. De naam werd te Engels bevonden en een nieuwe naam werd gevonden door met een dartpijltje naar een kaart van de VS te gooien: het landde op Bay City in Michigan.
De groep werd ontdekt door talent scout Dick Leahy die ze onder contract bracht bij het teenybopperplatenlabel Bell Records. Van de vele singletjes die de groep tussen 1970 en 1974 op het label uitbrachten scoorde de cover van The Gentrys' hit "Keep on dancing" (nr. 9 in de Britse Top 40) waarop overigens producer Jonathan King de vocalen voor zijn rekening nam. Als gevolg van die hit kwam de groep in een popcompetitie van Radio Luxembourg terecht, die ze won met de song "Mañana", dat in België, Frankrijk, Italië, IJsland en Israël een behoorlijke hit werd, maar in de UK niet scoorde. In Nederland haalde het in mei 1973 de onderste regionen van de Noordzee Super Top 50.
Eind 1973 bereikte de groep eindelijk een stabiele bezetting:
- Eric Faulkner (echte naam: "Eric Francis Falconer") - gitarist
- Alan Longmuir - bassist
- Derek Longmuir - drums
- Les McKeown - zanger
- Stuart Wood - ritmegitaar

In de UK heropende deze opstelling rij hits in het voorjaar van 1974 met "Remember (Sha la la)", een zomers en nostalgisch aandoende teenyboppersong over een vakantieliefde. De opvolger "Shang-a-lang" werd ook een hit in de Benelux na Mi Amigo's Lieveling geweest te zijn. De twee singles erna, "Summerlove sensation" en "All of me loves all of you", werden op het Europese vasteland geen hits. Pas "Bye bye baby", een cover van een oude Four Seasons-hit, werd naast een Britse Nummer-Eén-hit ook een hit in de Benelux. "Give a little love", de tweede Britse Nummer-Eén-hit, uit de zomer van 1975, en "Money honey" uit december van dat jaar, haalden het niet in de Benelux. Pas "Saturday night", een song uit 1974, dat in de Verenigde Staten Nummer-Eén in de Billboard Hot 100 werd in de winter van 1976, werd ook in de Benelux een enorme hit. In de UK werd het niet uitgebracht. Na het kleine hitje "Love me like I love you" werd de cover van de hit van Dusty Springfield "I only wanna be with you" in de herfst een grote hit.
Hierna was het succes in de Benelux vrijwel over. "It's a game" (1977) en "You made me believe in magic" (1978) waren in een vlakke Amerikaanse rocksound gegoten die in Europa minder aansloeg. Bovendien verschenen er steeds meer berichten in de pers over drugs-, alcohol- en zelfs suïcidale problemen in de groep, iets dat in de jaren negentig ook bij andere "boybands" als Take That naar buiten komt; klaarblijkelijk psychische reacties op de extreme druk op de jongvolwassen groepsleden in een besloten omgeving.
In 1979 ging de groep verder als "The Rollers", tot de groep uiteen viel in 1981. Groepsleden, ook de vroegere, waren inmiddels in langdurende processen geraakt over de royalty's.
Naderhand waren er kortstondige comebacks van sommige groepsleden en diverse groepssplitsingen. Korte tijd ontstond een "The New Rollers". Later waren er twee "Bay City Rollers": "Les McKeown's Bay City Rollers" en "Ian Mitchell's Bay City Rollers". (Ian Mitchell verving Alan Longmuir vanaf februari 1976 tot februari 1978.)
McKeown overleed in april 2021, hij werd 65.

## Discografie

### Albums
| Album met eventuele hitnotering(en) in de Nederlandse Album Top 100 | Datum van verschijnen | Datum van binnenkomst | Hoogste positie | Aantal weken | Opmerkingen                  |
| ------------------------------------------------------------------- | --------------------- | --------------------- | --------------- | ------------ | ---------------------------- |
| Rollin'                                                             | 1974                  |                       |                 |              | UK #1                        |
| Bay City Rollers                                                    | 1975                  |                       |                 |              | US #20                       |
| Once upon a star                                                    | 1975                  |                       |                 |              | UK #1                        |
| Wouldn't you like it                                                | 1975                  |                       |                 |              | UK #3, Duitsland #30         |
| Dedication                                                          | 1976                  |                       |                 |              | US #26, UK #4, Duitsland #5  |
| Rock-'n-Roll love letter                                            | 1976                  |                       |                 |              | US #31                       |
| It's a game                                                         | 1977                  |                       |                 |              | US #23, UK #18, Duitsland #4 |
| Greatest hits                                                       | 1977                  |                       |                 |              | US #77, Duitsland #39        |
| Strangers in the wind                                               | 1978                  |                       |                 |              | US #129                      |
| Elevator                                                            | 1979                  |                       |                 |              |                              |
| Voxx                                                                | 1980                  |                       |                 |              |                              |
| Joepie presenteert ... de Bay City Rollers                          | 1980                  |                       |                 |              |                              |
| Ricochet                                                            | 1981                  |                       |                 |              |                              |
| Live in Japan                                                       | 1983                  |                       |                 |              |                              |
| Breakout                                                            | 1985                  |                       |                 |              |                              |
| Bye bye baby                                                        | 1992                  |                       |                 |              |                              |
| Rollerworld: Live at the Budokan 1977                               | 2002                  |                       |                 |              |                              |

### Singles
| Single met eventuele hitnotering(en) in de Nederlandse Top 40 | Datum van verschijnen | Datum van binnenkomst | Hoogste positie | Aantal weken | Opmerkingen                                                            |
| ------------------------------------------------------------- | --------------------- | --------------------- | --------------- | ------------ | ---------------------------------------------------------------------- |
| Keep on dancing                                               | 1971                  |                       |                 |              | UK #9                                                                  |
| Mañana                                                        | mei 1973              |                       |                 |              |                                                                        |
| Remember (Sha la la)                                          | febr. 1974            |                       |                 |              | UK #6, Duitsland #37                                                   |
| Shang-a-lang                                                  |                       | 3-8-1974              | 31              | 4            | UK #2, Duitsland #41                                                   |
| Summerlove sensation                                          | sept. 1974            |                       |                 |              | UK #3                                                                  |
| All of me loves all of you                                    | nov. 1974             |                       |                 |              | UK #4                                                                  |
| Bye bye baby                                                  |                       | 31-5-1975             | 12              | 5            | #11 in de Nationale Hitparade;UK #1, Duitsland #10                     |
| Give a little love                                            | juli 1975             |                       |                 |              | UK #1, Duitsland #11                                                   |
| Money honey                                                   |                       | 20-12-1975            | tip             |              | US #9, UK #3, Duitsland #16                                            |
| Saturday night                                                |                       | 6-3-1976              | 3               | 10           | #2 in de Nationale Hitparade;US #1, Duitsland #10; Alarmschijf         |
| Love me like I love you                                       |                       | 29-5-1976             | 24              | 4            | #28 in de Nationale Hitparade;UK #4, Duitsland #15                     |
| Rock-'n-Roll love letter                                      |                       | 3-7-1976              | tip4            |              | US #28, Duitsland #13                                                  |
| I only wanna be with you                                      |                       | 9-10-1976             | 9               | 8            | #9 in de Nationale Hitparade; US #12, UK #4, Duitsland #9; Alarmschijf |
| Yesterday's hero                                              | dec. 1976             |                       |                 |              | US #54, Duitsland #13                                                  |
| It's a game                                                   | mei 1977              |                       |                 |              | Uk #16, Duitsland #4                                                   |
| You made me believe in magic                                  | juni 1977             |                       |                 |              | US #10, UK #34, Duitsland #25                                          |
| The way I feel tonight                                        |                       | 4-2-1978              | tip             |              | US #24                                                                 |
| Don't stop the music                                          | dec. 1977             |                       |                 |              | Duitsland #32                                                          |
| Where will I be now                                           | nov. 1978             |                       |                 |              | Duitsland #48                                                          |

### NPO Radio 2 Top 2000
| Nummer met noteringen in de NPO Radio 2 Top 2000 | '99  | '00 | '01  |
| ------------------------------------------------ | ---- | --- | ---- |
| Saturday Night                                   | 1896 | -   | 1678 |

1. ↑  Een '-' betekent dat het nummer niet was genoteerd en een vetgedrukt getal geeft de hoogste notering aan.
2. ↑  Deze tabel is bijgewerkt tot en met de laatste editie (2024).